# Internazionali d'Italia 1975
Italian Open 1975 - чоловічий і жіночий тенісний турнір, що проходив на відкритих кортах з ґрунтовим покриттям Foro Italico в Римі (Італія). Належав до серії Commercial Union Assurance Grand Prix 1975. Відбувсь утридцятьдруге і тривав з 26 травня до 3 червня 1975 року. Володарями титулів в одиночному розряді стали Рауль Рамірес і Кріс Еверт.

## Призові гроші
| Дисципліна                 | П       | Ф      | ПФ     | ЧФ     | 3-тє коло | 2-ге коло | 1-ше коло |
| Чоловіки, одиночний розряд | $16,000 | $8,000 | $4,000 | $2,000 | $1,300    | $800      | $300      |
| Жінки, одиночний розряд    | $5,000  | $2,500 | $1,250 | $800   | $500      | $350      | $200      |
| Чоловіки, парний розряд    | $6,000  | $3,500 | $2,000 | $800   | Н/Д       | $0        | $0        |
| Жінки, парний розряд       | $1,500  | $900   | $500   | $300   | Н/Д       | Н/Д       | $0        |

Джерело: World of Tennis '76

## Фінальна частина

### Одиночний розряд, чоловіки
Рауль Рамірес —  Мануель Орантес 7–6, 7–5, 7–5

### Одиночний розряд, жінки
Кріс Еверт —  Мартіна Навратілова 6–1, 6–0

### Парний розряд, чоловіки
Браян Готтфрід /  Рауль Рамірес —  Джиммі Коннорс /  Іліє Настасе 6–4, 7–6, 2–6, 6–1

### Парний розряд, жінки
Кріс Еверт /  Мартіна Навратілова —  Сью Баркер /  Глініс Коулс 6–1, 6–2